# Schwingers Quantenwirkungsprinzip
Schwingers Quantenwirkungsprinzip, nach seinem Entwickler Julian Seymour Schwinger benannt, ist einer der Zugänge zur Quantenfeldtheorie (QFT). In diesem Formalismus ist die Wirkung ein Operator, anders als in Feynmans Pfadintegralformulierung, in der die Wirkung ein klassisches Funktional ist.
In der modernen Formulierung der Quantenfeldtheorie sind beide Ansätze enthalten. Historisch war Schwingers Ansatz die erste Formulierung, in der Bosonen und Fermionen gleichermaßen behandelt wurden.
Der Ansatz besteht darin, in der klassischen Wirkung alle Felder durch Quantenoperatoren zu ersetzen. Das Wirkungsprinzip:
{\displaystyle \delta \langle B|A\rangle ={\frac {i}{\hbar }}\langle B|\delta S|A\rangle }
bei dem {\displaystyle \delta } für die Variation nach Parametern oder parametralen Funktionen steht, ergibt dann die Bewegungsgleichungen des Quantensystems. Variiert man z. B. nach der Zeit im Bra-Zustand {\displaystyle \langle B|}, so erhält man gerade die zeitabhängige Schrödingergleichung.

## Historischer Abriss
Zwischen 1951 und 1954 schrieb Schwinger eine Serie von sechs Artikeln, in denen er basierend auf diesem Variationsprinzip die Quantenfeldtheorie aufbaut. Er nannte seinen Ansatz zunächst quantum dynamical principle, doch bereits bei der zweiten Veröffentlichung wählte er den Begriff quantum action principle, den er später auch in seinen Büchern beibehielt.
Eine erste Anwendung des Wirkungsprinzips war die Herleitung von Relationen zwischen den Greenschen Funktionen einer Quantenfeldtheorie, die heute als Dyson-Schwinger-Gleichungen bekannt sind.
Schwinger war mit seinem Ansatz auch einer der ersten, der Bosonen und Fermionen gemeinsam behandeln konnte und so eine Grundlage für die Quantenelektrodynamik geschaffen hat. Dennoch sind die verschiedenen Ansätze zur QFT inzwischen miteinander verschmolzen. In der modernen Formulierung der QFT kann das Wirkungsprinzip beispielsweise aus dem Pfadintegralformalismus hergeleitet werden.
Der historische Zusammenhang zwischen den verschiedenen Ansätzen zur Quantenfeldtheorie wurde von Silvan S. Schweber dargestellt, der auch die Bedeutung der Greenschen Funktionen in einem Fachartikel zusammengefasst hat.
Feynman, Schwinger und Tomonaga erhielten 1965 gemeinsam den Nobelpreis für Physik für ihre Arbeiten zur QFT. Freeman J. Dyson konnte schließlich die Äquivalenz der Theorien (Schwinger-Tomonaga und Feynman) zeigen. Er konnte anhand dieser kovarianten QFT-Theorien mittels Störungstheorie die S-Matrix bestimmen.